# Mistshenkoana angustifrons
Mistshenkoana angustifrons är en insektsart som först beskrevs av Lucien Chopard 1930.  Mistshenkoana angustifrons ingår i släktet Mistshenkoana och familjen syrsor. Inga underarter finns listade i Catalogue of Life.